# یواس‌اس اتلا (ای‌ان-۷۹)
یواس‌اس اتلا (ای‌ان-۷۹) (به انگلیسی: USS Etlah (AN-79)) یک کشتی بود که طول آن ۱۶۸ فوت ۶ اینچ (۵۱٫۳۶ متر) بود. این کشتی در سال ۱۹۴۴ ساخته شد.